# Kardos Edina
Kardos Edina (Tatabánya, 1972. március 20.– ) magyar klinikai szakpszichológus, lovas pszichoterapeuta, e minőségében az első ilyen magyarországi szakemberek egyike. Szenvedélybetegekkel kezdte először alkalmazni a lovakat terápiás „eszközként”, azóta pedig rengeteg egyéb területen is hasznosítani tudta már lovas tapasztalatait.

## Élete
Középiskolai tanulmányait 1986-ban a tatai Eötvös József Gimnáziumban kezdte, majd a budapesti Eötvös József Gimnáziumban folytatta, ahol 1990-ben érettségizett. Érettségi után az ELTE Pszichológia szakára jelentkezett, ahol pszichológusi diplomát szerzett.
2011-ben felnőtt klinikai és mentálhigiénés szakpszichológusként szakvizsgázott a PTE-n. A pszichológiai lovasterápia módszere mellett, kutyás terápiát, családterápiát, pszichodrámát és mediációt tanult.
Már gyerekként is érdekelték a lovak, egy ideig lovas tornázott is, majd egyetemi éveiben kezdett komolyabban lovagolni, amit azonban egy komolyabb sérülés miatt abbahagyott. Jó tíz év kihagyás után talált vissza – tíz hónapos autista kisfiának megfelelő terápiát keresve – a lovagláshoz, majd a lovakkal való foglalkozáshoz. Fél évvel a kisfiú első lovas terápiás foglalkozása után vette meg első saját lovát; abban az időben indult az első magyarországi lovas terápiás képzés is pszichológusok számára, amire ő is jelentkezett. Akkoriban Szeged környékén lakott, ahol egy bentlakásos rehabilitációs intézetben dolgozott szenvedélybetegekkel, és ott merült fel benne, hogy a lovakat a munkája során is használhatná. Bár még nem volt végzett lovas terapeuta, az intézet vásárolt két lovat, így elkezdhette próbálgatni, hogyan állítható a ló a szenvedélybetegek gyógyításának szolgálatába. Ott kezdett kísérletezni a lovakkal való földi játékkal és a velük való kommunikációval is, amely azóta a munkájának nagyobb részét teszi ki. Élete azóta teljesen összefonódott a lovakkal, családi és szakmai alapon egyaránt.
Később Fóton kapott munkát, a Lovasterápia Szövetség központjában, 2008-tól pedig a Pilisben, egy Pilisszántó külterületén fekvő birtokon él, ahol kilenc lovával tart fent lovas terápiás központot. Az önálló birtok megszerzése azért is volt számára fontos, hogy ne bértartásban kelljen tartaniuk a lovaikat, hanem maguk teremthessék meg az állatok számára optimális körülményeket, erre nyílt lehetősége a pilisszántói telek megvételével. Könnyebbség számára az is, hogy a birtokon nem zajlanak versenyedzések, így biztosítható a terápiás helyzet biztonsága és intimitása. Ménesben tartott lovai speciálisan képzettek, szoktatva vannak a stresszhez, a zajok elviseléséhez és a képzésükhöz hozzá tartozik a bizonytalan emberekhez való hozzászoktatás is.
2004 óta napjainkig (2021) több mint 100 ló asszisztált tréninget, több mint 500 ló asszisztált terápiás folyamatot, összesen több mint 15.000 ló asszisztált terápiás órát, közel 200 lovasterápiás folyamat szupervízióját látta el, továbbá 80 integrált lovas terápiás tábort vezetett.
Összesen tehát közel 700 ló asszisztált folyamat és 30.000 lovas módszertannal vezetett óra. Ez a szakmai tapasztalati bázis, az évek alatt ki-, és továbbfejlesztett saját ló asszisztált módszertan képezi a A pszichológiai lovasterápia alapjai – a természetes egyensúly helyreállítása című könyve alapját, kiegészítve naprakész nemzetközi lovasterápiás hatásvizsgálatok eredményeivel. 

## Magánélete
Férje Rózsa Péter, akivel négy gyermeket nevelnek, mindannyian lovagolnak is. Legidősebb fia még egyetemista korában született, ő egy időben versenyszerűen is sportolt. Hét évvel fiatalabb fia, Dávid születésétől autista, értelmileg is enyhe fokban sérült, neki 6 éves kora óta van saját lova; a következő testvér, Borbála és a legkisebb Péter pedig már két évesen élvezettel ültek a lovon.

## Publikációi
- A pszichológiai lovasterápia alapjai – a természetes egyensúly helyreállítása. Pilisszántó, Kapcsolat Lovasterápia és Tréning Központ, 2021.
- Állatasszisztált terápiák lehetőségei a szenvedélybetegek kezelésében. In: Kiss A.-Farkas J.- Kapitány-Fövény M. (szerk.) Addiktológiai zavarok pszichoterápiája, Budapest, Medicina, 2021 (megjelenés alatt)
- Bánszky N. – Kardos E. – Rózsa L. – Gerevich J. (2012) Az állatok által asszisztált terápiák pszichiátriai vonatkozásai. Psychiatria Hungarica 27, 2012, 180-190.
- A lovas pszichoterápia lehetőségei a szenvedélybetegek rehabilitációjában in: Addiktológia III. szerk. Demetrovics Zs., 2009
- Pschychotherapeutisches Reiten mit Suchtkranken, in. Therapeutisches Reiten, Nr.2/2008
- Kardos Edina-Dr. Purebl György: Sokszínű segítő társunk: A ló, in: Mindennapi Pszichológia, 2018. 3. szám http://mipszi.hu/cikk/180727-sokszinu-segitotarsunk-lo
- A természetes egyensúly helyreállítása lovak segítségével, XXI. Közösségi Pszichiátriai, Addiktológiai és Mentálhigiénés Konferencia, Budapest, 2018. 04.24.
- Kardos Edina – Dr. Purebl György: Szimbiózis másképp: azaz milyen segítséget nyújthatnak nekünk az állatok? Állatasszisztált terápiák Magyarországon, EGIS CNS Klub, 2018.03.
- Az állatasszisztált terápiák szerepe a természetes egyensúly helyreállításában, Medical Tribune, 2017.12.
- A földi munka szerepe a ló asszisztált terápiák és tréningek módszertanában, Lovasterápiás Konferencia, Sarlóspuszta 2017.10.21.
- Kardos Edina – Kardos Ferenc – Kuritár Eszter – Beke Szilvia (2013) Szülő-gyerek kapcsolatépítés lovak segítségével, MPT XVIII. Vándorgyűlés, Győr, 2013.01.26.
- Kardos Edina – Purebl György (2019) Lovasterápia a pszichoterápiás gyakorlatban – gyakorlati bevezetés saját élménnyel, MPT XXII. Vándorgyűlés szatellit műhely, 2019.01.19. Pilisszántó
- Kardos Edina – Jakabos Hadassa -  Purebl György (2018)  Állat-asszisztált terápiák a klinikai gyakorlatban – gyakorlati bevezetés saját élménnyel, Az MPT XXI. Vándorgyűlés szatellit műhely, 2018. 01. 20., Pilisszántó
- A földi munka szerepe a ló asszisztált terápia és tréningek módszertanában, Nemzetközi lovasterápiás konferencia, Fót, 2017. 10. 23.
- Tréning vagy terápia? A ló asszisztált szülői hatékonyság fejlesztő tréning, Nemzetközi lovasterápiás konferencia, Fót, 2018.10.23.
- Szorongásos zavarok kezelése a pszichológiai lovasterápia módszerével, Nemzetközi lovasterápiás konferencia, Fót, 2018.10.23.
- Családi kohézió erősítése lovas élmények által – ló asszisztált naturalness hétvége családoknak, Nemzetközi lovasterápiás konferencia, Fót, 2019.10.23.
- Állatasszisztált terápia – Specifikus hatótényezők specifikus mentális zavarokban, MPT XXIII. Vándorgyűlés, Győr, 2019.01.24.
- Kardos Edina  – Szabó-Balogh Virág – Kövesi Eszter (2019) Hogy kerül a csizma az asztalra? A lovak helye és szerepe a családterápia eszköztárában, Magyar Családterápiás egyesület 33. Vándorgyűlés, Sopron, 2019.04.27.
- Szorongásos zavarok kezelése a lovasterápia módszerével, MPT XXI. Vándorgyűlés, Siófok, 2017. 01. 27.
- A ló a legjobb tanító. Magyar Lovasterápia Szövetség Alapítvány. Lovasok.hu, 2014.05.13.
- Kardos Edina – Dr. Kardos Ferenc – Kuritár Eszter – Beke Szilvia (2013) Szülő-gyerek kapcsolatépítés lovak segítségével, MPT XVIII. Vándorgyűlés, Győr, 2013.01.26.
- Kuritár Eszter – Kardos Edina (2013) Szülőkkel folytatott munka gyermekterápiákban, szülői hatékonyságfejlesztő lovastréning, MPT XVIII. Vándorgyűlés, Győr, 2013.01.26.
- Kardos Edina – Kuritár Eszter – Beke Szilvia (2012) Lovas pszichoterápia alkalmazása a gyermekkori pszichés zavarok kezelésében, MPT XVII. Vándorgyűlés, Debrecen, 2012.01.26.
- A ló asszisztált pszichoterápia bemutatása egy felnőtt páciens terápiáján keresztül, MPT XVII. Vándorgyűlés, Debrecen, 2012.01.27.
- A ló asszisztált pszichoterápia alkalmazása felnőttekkel való terápiás és önismereti munkában, MPT XXII. Országos Tudományos Nagygyűlése, Nyíregyháza, 2012. 06.01.
- A természetes egyensúly helyreállítása lovak segítségével, Őszi pszichiátriai napok, Visegrád, 2011. 11.
- Lovas pszichoterápia, Fórum Humánum, IX. Szegedi Pszichológiai Napok, Szeged, 2010.10.15.
- Kardos Edina – Mátyás Marianna – Suhai Hodász Gábor (2006) A ló asszisztálta pszichoterápia, „Ösvény 2006” Kalandterápiás Konferencia, Miskolc-Csanyik, 2006
- A terápiás lovaglás szerepe szenvedélybetegek rehabilitációjában, „Ösvény 2005” Kalandterápiás Konferencia, Miskolc-Csanyik, 2005
- Kardos E. – Bod P. (2005) Interaktív drogprevenciós játékgyűjtemény, Kompánia Alapítvány, Budapest, 2005
- Demetrovics Zs. – Kardos E. (2001) Absztinens- és aktív ópiátfüggők értékrendje, élettel való elégedettsége, személyes törekvései és megküzdési stratégiái, Szenvedélybetegségek, 2001. 3. szám
- Demetrovics Zs. – Kardos E. (2001) Terápiás közösségek hatékonyságának vizsgálata, 8. Európai Drogrehabilitációs Konferencia, Lengyelország, Varsó, 2001
- Ifjúsági munka a drogfüggőség megelőzésében. Egy nagy-britanniai tanulmányút tapasztalatai. Szenvedélybetegségek, 2000. 5. szám